# Universitatea din Perugia
Universitatea din Perugia (în italiană Università degli Studi di Perugia) este o universitate de stat cu sediul în Perugia, Italia. A fost înființată în 1308, după cum atestă Bula Papală emisă de Papa Clement V, care atestă înființarea facultății, Studium Generale.
Sigiliul oficial al universității îl portretizează pe Sfântul Herculan, unul dintre patronii sfinți, și grifonul coronat, care este simbolul orașului: reprezintă puterile ecleziastice și civile care au dat naștere universității în Evul Mediu.

## Istoric
Una dintre universitățile "libere" din Italia, a fost ridicată la rangul de studium generale la 8 septembrie 1308 prin Bula Papală Super Specula a lui Clement V. O școală de arte a existat în jurul anului 1200, în care medicina și dreptul au fost învățate curând , cu un angajament puternic exprimat prin documentele oficiale ale Consiliului Local din Perugia. Înainte de 1300 au existat mai multe universități scholiarum. Jacobus de Belviso, un faimos jurist civil, a învățat aici între anii 1316 și 1321. Prin Bula Papală din 1 august 1318, Ioan al XXII-lea a acordat privilegiul de a conferi diplome în dreptul civil și al canonului și la 18 februarie 1321 în medicină și artă.
La 19 mai 1355, împăratul Carol al IV-lea a emis o Bulă care confirmă titlul oferit de Papă și o ridică la rândul său, la rangul de universitate imperială. Acest semn neobișnuit de favoare a fost dat pentru a ajuta Perugia după teribila ciumă din anii 1348-49. În 1362, Collegium Gregorianum (mai târziu numit Sapienza vecchia) a fost fondat de Cardinalul Nicolò Capocci pentru întreținerea a patruzeci de tineri. Grigore al XI-lea, pe scurt, din 11 octombrie 1371, a dat privilegiile unui studium generale noii facultăți de teologie. Această facultate a fost suprimată, iar proprietatea a fuzionat în universitate în 1811. Pe această bază, Sapienza nuova a fost transferată în 1829. Acesta din urmă a fost fondată de Benedetto Guidalotti, Episcop de Recanati în 1426, cu aprobarea lui Martin V, în calitate de Collegio di S. Girolamo. A fost o pensiune gratuită pentru străinii impecabili care doreau să studieze dreptul și medicina. Suprimată de francezi în 1798, a fost redeschisă în 1807 de către Pius al VII-lea ca Collegio Pio. 
Odată cu unificarea Italiei în 1860, Universitatea din Perugia a fost înființată sub jurisdicția Rectorului și a Consiliului Local, care a emis statute sub rezerva aprobării de către Guvern. Din 1944 până în prezent, Universitatea din Perugia a obținut o reputație remarcabilă ca fiind una dintre cele mai mari universități din Italia.
Din vremea lui Napoleon I, universitatea a ocupat vechea mănăstire olivetană de la Monte Morcino. A existat o facultate de matematică până în 1884. Statutele sunt modelate pe cele ale Bolognei. Numărul studenților la diferite date a fost: 142 în 1339, 79 în 1881, 350 în 1911.

## Organizare
Cu cele 11 facultăți și o vastă selecție de programe de nivel 1 și 2 și de ciclu unic, Universitatea din Perugia oferă cursurile principale din Perugia și Terni și programe de specialitate în regiunea Umbria din orașele Assisi, Città di Castello, Foligno , Orvieto și Spoleto.
Facultățile în care este împărțită universitatea sunt:
- Facultatea de Agricultură
- Facultatea de Economie
- Facultatea de Studii ale Educației
- Facultatea de Inginerie
- Facultatea de Științe Umaniste
- Facultatea de Drept
- Facultatea de Matematică, Fizică și Științe Naturale
- Facultatea de Medicină
- Facultatea de Farmacie
- Facultatea de Medicină Veterinară
- Facultatea de Științe Politice

## Puncte de interes
- Orto Botanico dell'Università di Perugia, grădina botanică a universității.